# Frutidella
Frutidella is een geslacht van korstmossen behorend tot de familie Ramalinaceae. De typesoort is Frutidella caesioatra.

## Soorten
Volgens Index Fungorum bevat het geslacht drie soorten (peildatum december 2021):
| Soortnaam             | Auteur(s)                     | Publicatiejaar |
| --------------------- | ----------------------------- | -------------- |
| Frutidella caesioatra | (Schaer.) Kalb                | 1994           |
| Frutidella furfuracea | (Anzi) M. Westb. & M. Svenss. | 2017           |
| Frutidella pullata    | (Norman) Schmull              | 2011           |